# Coup de théâtre
Pour les articles homonymes, voir Coup de théâtre (homonymie).
Pour l’article ayant un titre homophone, voir Coups de théâtre.

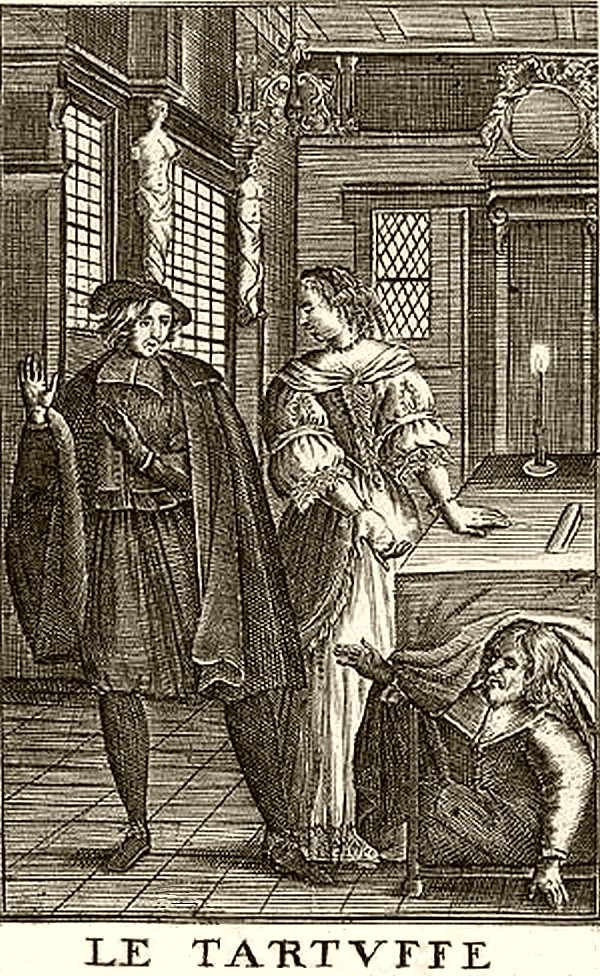
Coup de théâtre : Orgon sort de dessous la table où il était caché pour interrompre la déclaration amoureuse de Tartuffe à sa femme Elmire.

Un coup de théâtre est un événement imprévu (pour le spectateur et, parfois, certains personnages), survenant au cours d’une pièce de théâtre.

## Principe
Le coup de théâtre, effet imprévu, marque un changement soudain dans l’action dramatique et dans la situation des personnages : un retournement de situation, par exemple. Ce rebondissement, ce changement brutal de situation produit de grands mouvements dans l’âme des personnages et des spectateurs. Signal brusque, éclatant, d’une péripétie, il modifie le cours de l’action et relance l’intérêt. Il consiste quelquefois en un seul mot contenant toute une révélation, plus souvent dans un incident, une surprise, une rencontre, une reconnaissance, un ordre du souverain, ou, comme chez les anciens, l’intervention d’un dieu.
Cet effet est également en usage dans la tragédie, le drame, la comédie, le simple vaudeville. C’est par un coup de théâtre consistant en un, deux ou trois mots, que, dans le Cid, Rodrigue apprend que l’insulteur contre lequel il doit venger son père est «... le père de Chimène » ou que, dans Horace, Curiace est informé qu’il est choisi avec ses deux frères pour combattre leurs plus proches et leurs plus chers alliés.
Le drame a usé et abusé des coups de théâtre au XIXe siècle, en les produisant par des moyens matériels, le poignard, le poison, l’arme à feu, les changements à vue, les déguisements, les lettres perdues ou retrouvées, les anneaux, les croix et autres signes extérieurs de reconnaissance. Cette multiplicité d’effets qui supposent beaucoup d’entente de la scène, donne à l’art dramatique quelque chose d’artificiel et de mécanique ; à force d’être attendus, ils finissent par ne plus produire d’impression.

## Coups de théâtre célèbres
Un des coups de théâtre les plus emphatiques que l’on connaisse est, dans Athalie, la manifestation soudaine, aux yeux de la reine, du jeune Joas dans un royal appareil (Acte V, scène 5, vers 1716-1722).
Molière a employé les coups de théâtre dans ses plus grandes œuvres, et souvent avec beaucoup de bonheur, comme dans L'Avare, où il met face à face le fils qui emprunte à usure et le père qui se trouve être l’usurier. Dans Tartuffe, on en compte au moins trois, depuis la scène où la déclaration amoureuse de l’hypocrite est interrompue par l’intervention du mari sortant de sa cachette, jusqu’au dénouement amené d’une façon inattendue par la justice clairvoyante du grand roi.

## Autre sens
Au sens figuré, un « coup de théâtre » désigne un changement de situation brusque et imprévu, pouvant faire référence à des événements politiques médiatiques ou sportifs.